# Едмандсон (Мисури)
Едмандсон (енгл. Edmundson) град је у америчкој савезној држави Мисури.

## Демографија
По попису из 2010. године број становника је 834, што је 6 (-0,7%) становника мање него 2000. године.
| Група             | 2000.       | 2010.       |
| Белци             | 599 (71,3%) | 453 (54,3%) |
| Афроамериканци    | 158 (18,8%) | 220 (26,4%) |
| Азијати           | 10 (1,2%)   | 13 (1,6%)   |
| Хиспаноамериканци | 47 (5,6%)   | 100 (12,0%) |
| Укупно            | 840         | 834         |